# Emile Wambach
Emile (Emiel) Xavier Wambach (Aarlen, 26 november 1854 - Antwerpen, 6 mei 1924) was een Belgisch dirigent, componist en muziekpedagoog.
Hij was zoon van musicus Paul Wambach en Virginie Rosalie Delaruwiere. Hijzelf was getrouwd met Maria De Duve; de inzegeing ging gepaard met een uitvoering van zijn Huwelijksmars.
Zijn vader was sinds 1854 fagottist bij het 10e Linie regiment in Aarlen; hij was de eerste die hem muzieklessen gaf, soms privé en soms aan de Antwerpse muziekschool (Ecole spéciale de Musique de la Ville d’Anvers) waar zijn vader leraar was en ook bij violist Peter Houben. In het seizoen 1866/1867 kreeg hij als “wonderkind” opleiding  aan het Brussels conservatorium , waar hij les kreeg van Jean-Baptiste Colyns en Michel Van Lamperen. Het daaropvolgende seizoen leerde hij verder aan het dan door Peter Benoit opgerichte Vlaamse Muziekschool in Antwerpen. Hij kreeg er les van diezelfde Benoit (harmonieleer, contrapunt, fuga en compositieleer), Jos Mertens (viool), Mathieu Hennen (piano), Joseph Callaerts (orgel) en Henri Possoz (kamermuziek). Na die studie volgden nog privélessen bij Benoit op compositorisch vlak.
Hij was te Antwerpen kapelmeester (1894) van de kathedraal en leraar (1901) aan het conservatorium, waar hij in 1912 Jan Blockx als directeur opvolgde. Vanaf 1902 was hij tevens inspecteur van de Belgische muziekscholen.
Hij werd begraven op Schoonselhof.  Zijn graf dreigde in 2008 te verdwijnen; de concessie verliep. Uiteindelijk wist het Algemeen Nederlandws Zangverbond (ANZ) het te redden door de concessie voor 50 jaar te kopen.

## Muziek
Zijn opera Quinten Massys (1899) oogstte destijds succes. Wambach schreef vloeiende en elegante melodieën. Zijn composities omvatten oratoria, cantaten, kerkmuziek, lyrische drama's, koor-, orgel- en orkestwerken en liederen.

### Oeuvre (selectie)
- Ode aan Rubens, 1877, cantate
- Het Vaderland, 1880, cantate
- Mozes op de Nijl, 1881, oratorium
- Yolande, 1884, oratorium
- Concert Aria voor Bazuin (en Strijkorkest), 1884
- Kindercantate, 1885, cantate
- Te Deum, 1886
- Super Flumina, 1888
- Blancefloer, 1889, oratorium (opgedragen aan Benoit)
- Schouwspeldans, 1892
- Ouverture in de oude stijl, 1894
- Grote Mis
- In Exitu Israel
- Melusina, 1894
- Heldencantate, 1898, cantate
- Quinten Massys, 1899, opera (libretto van Raf Verhulst)
- Stabat Mater, 1901
- Prinskesdag, 1905, cantate
- Aan Belgenland, 1905, cantate
- Jeanne d'Arc, 1909, oratorium
- 25 Oorlogsgedichten
- Huldezang, 1919, cantate
- Pie Jesu
- Invocatie tot Sint Michiel
- Cantate voor de Gelukzalige Zuster Theresia (onvoltooid)

- Bibliothèque nationale de France: cb120933105 (data)
- Biografisch Portaal: 78198473
- Gemeinsame Normdatei: 119302756
- International Standard Name Identifier: 0000 0000 7819 7537
- Library of Congress Control Number: n88065771
- MusicBrainz: 0e7d648d-18d3-4c81-bbcd-d317f020b354
- Nederlandse Thesaurus van Auteursnamen: 073184098
- Système universitaire de documentation: 029270510
- Virtual International Authority File: 10653144
- WorldCat: E39PBJtCDxmVjFCBGdjcJYGrbd